# Journal of Financial Economics
Pour les articles homonymes, voir JFE.
Le Journal of Financial Economics (JFE) est une revue anglophone à comité de lecture consacrée à l'économie financière théorique et pratique. Fondée en 1989, elle est considérée comme l'une des trois revues financières les plus importantes, avec le Journal of Finance et la Review of Financial Studies,. Son rédacteur en chef est Bill Schwert.

## Réception
L'évaluation allemande VHB-Jourqual 2.1 (2011) place le JFE dans la meilleure catégorie : A+. Son facteur d'impact Thomson Reuters 2010 est de 3,810.